# Eugeniusz Głowski
Eugeniusz Głowski (ur. 12 lipca 1938 w Toruniu, zm. 5 maja 2018 w Gdańsku) – polski kompozytor, teoretyk muzyki i pedagog Akademii Muzycznej im. Stanisława Moniuszki w Gdańsku i Akademii Muzycznej im. Feliksa Nowowiejskiego w Bydgoszczy.

## Wykształcenie
Edukację muzyczną rozpoczął w klasach fortepianu i wiolonczeli szkoły muzycznej I stopnia w Gdańsku. Tamże ukończył szkołę muzyczną II stopnia w klasie wiolonczeli, równolegle uczęszczając do II Liceum Ogólnokształcącego im. dr. Władysława Pniewskiego. Naukę kontynuował na Wydziale Pedagogicznym (w sekcji teorii muzyki) Państwowej Szkoły Muzycznej II stopnia im. Fryderyka Chopina w Gdańsku, ucząc się harmonii, instrumentacji i kontrapunktu u Wandy Dubanowicz. Studia wyższe ukończył w Państwowej Wyższej Szkole Muzycznej w Sopocie (obecnie Akademia Muzyczna im. Stanisława Moniuszki w Gdańsku) wpierw w zakresie teorii muzyki pod kierunkiem prof. Marka Podhajskiego (dyplom w 1967 r.), a następnie w klasie kompozycji prof. Konrada Pałubickiego (dyplom w 1971 r.). W roku 1977 w Państwowej Wyższej Szkole Muzycznej w Poznaniu uzyskał przewód kwalifikacyjny I stopnia, a w 1997 w Akademii Muzycznej w Krakowie - II stopnia, zyskując stopień doktora habilitowanego w zakresie sztuki.

## Działalność kompozytorska
Eugeniusz Głowski był autorem ponad 80 kompozycji, głównie kameralnych i chóralnych; mniejszą część jego kompozytorskiej spuścizny stanowią dzieła symfoniczne i sceniczne. Kompozycje Eugeniusza Głowskiego do roku 2018 zaprezentowano na ponad 300 koncertach w Polsce i za granicą (w tym w 18 krajach europejskich, a także Chile, USA i Peru);. Część utworów została wydana m.in. przez Polskie Wydawnictwo Muzyczne oraz utrwalona w postaci nagrań na płytach CD i kasetach magnetofonowych.
W opinii muzykologów (m.in. Elżbiety Szczurko i Aleksandry Gruczy-Rogalskiej) ideą nadrzędną konstruowania utworów muzycznych było dla Głowskiego zachowanie proporcji między trzema podstawowymi elementami dzieła muzycznego: melodyką, harmoniką i metrorytmiką, a także przejrzystość formy i faktury.

## Działalność pedagogiczna i organizacyjna
Od 1967 do 1980 był pedagogiem Państwowego Liceum Muzycznego w Gdańsku. W latach 1968–2013 Eugeniusz Głowski był pracownikiem naukowo-dydaktycznym Akademii Muzycznej im. Stanisława Moniuszki w Gdańsku, a w latach 1980-2005 - Akademii Muzycznej im. Feliksa Nowowiejskiego w Bydgoszczy. Prowadził klasy kompozycji oraz wykładał przedmioty z zakresu teorii muzyki. Na gdańskiej uczelni w latach 1980-2005 pełnił funkcję kierownika Zakładu Kompozycji, 1981-1987 – dziekana Wydziału Kompozycji i Teorii Muzyki, a w latach 1987-88 – dyrektora Instytutu Teorii Muzyki. Wśród jego studentów kompozycji byli m.in. Krzysztof Olczak, Mariusz Dubaj, Marek Czerniewicz, Anna Maria Przydworska, Anna Weyna, Gedymin Grubba i Monika Cybulska.
Był członkiem zwyczajnym Związku Kompozytorów Polskich i Stowarzyszenia Autorów ZAiKS. W latach 1978–1996 pełnił funkcje prezesa, wiceprezesa i sekretarza w Zarządzie Oddziału Gdańskiego Związku Kompozytorów Polskich.
Pochowany na Cmentarzu Srebrzysko w Gdańsku (rejon VIII, taras IV, rząd 7, grób 34).

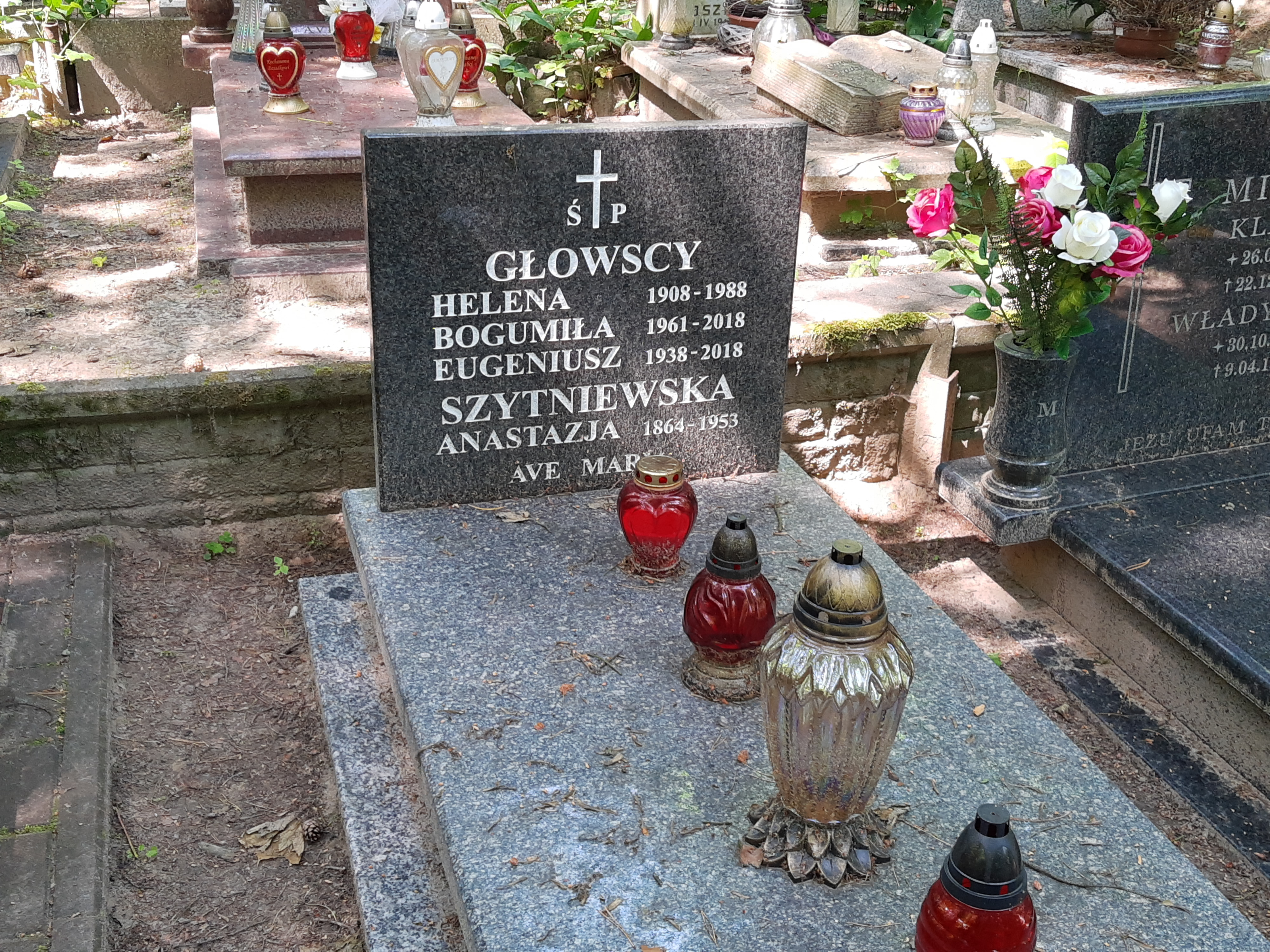
Grób Eugeniusza Głowskiego na Cmentarzu Srebrzysko

## Nagrody, wyróżnienia i odznaczenia

### Nagrody i wyróżnienia
- stypendium Ministra Kultury i Sztuki
- stypendium Gdańskiego Towarzystwa Przyjaciół Sztuki (dwukrotnie: 1973, 1974)
- wyróżnienie na Ogólnopolskim Konkursie w Kamieniu Pomorskim za hejnał miasta (1969)
- wyróżnienie na Ogólnopolskim Konkursie dla studentów klas kompozycji, członków Koła Młodych ZKP z okazji 50-lecia PWSM w Poznaniu za Pieśni liryczne na chór mieszany i zespół instrumentalny (1970)
- II nagroda na II Ogólnopolskim Konkursie Kompozytorskim im. Feliksa Nowowiejskiego w Gnieźnie za Cztery psalmy na chór chłopięco-męski a cappella (1973)
- wyróżnienie na Ogólnopolskim Konkursie Kompozytorskim im. Józefa Elsnera w Opolu za Figliki I - 10 miniatur na altówkę i fortepian (1975)
- Nagroda Ministra Kultury i Sztuki (czterokrotnie: 1975, 1980, 1985, 1991)
- II nagroda na Ogólnopolskim Konkursie Kompozytorskim na pieśń chóralną w Poznaniu za Rok czterdziesty piąty na chór męski a cappella (1976)
- I nagroda na Konkursie Kompozytorskim Rozgłośni Polskiego Radia i Urzędu Wojewódzkiego w Gdańsku za Punkty przecięcia – 4 wiersze na głos recytujący i zespół instrumentalny (1977)
- III nagroda na Ogólnopolskim Konkursie Kompozytorskim w Toruniu za Miłujcie sprawiedliwość na chór mieszany (1983)
- III nagroda na Konkursie Episkopatu Polski w Warszawie za Modlitwy na sopran, baryton, trąbki, kotły i smyczki (1984)
- nagroda na Międzynarodowym Konkursie im. Karola Lipińskiego we Wrocławiu za Capriccio na skrzypce solo (1990)
- II nagroda na Międzynarodowym Konkursie im. Toli Korian w Londynie za Wierzbę przydrożną na chór mieszany (1990)
- nagroda na II Konkursie Kompozytorskim na kolędę i pastorałkę w Będzinie (2005)
- Nagroda Artystyczna Gdańskiego Towarzystwa Przyjaciół Sztuki (1987)
- Nagroda Prezydenta Miasta Gdańska w dziedzinie kultury (2011)

### Odznaczenia
- Srebrny Krzyż Zasługi (1979)
- Złoty Krzyż Zasługi (1985)
- Medal 50-lecia Akademii Muzycznej w Gdańsku (1997)
- Medal Komisji Edukacji Narodowej (2001)
- Zasłużony Działacz Kultury (1983)
- Za Zasługi dla Gdańska (1981)